# واتو-فولبه
واتو-فولبه شهری در شهرستان تیکاره در استان بام در بورکینافاسوی شمالی است و جمعیت آن ۱۹۶ نفر است.